# Cemile Sahin

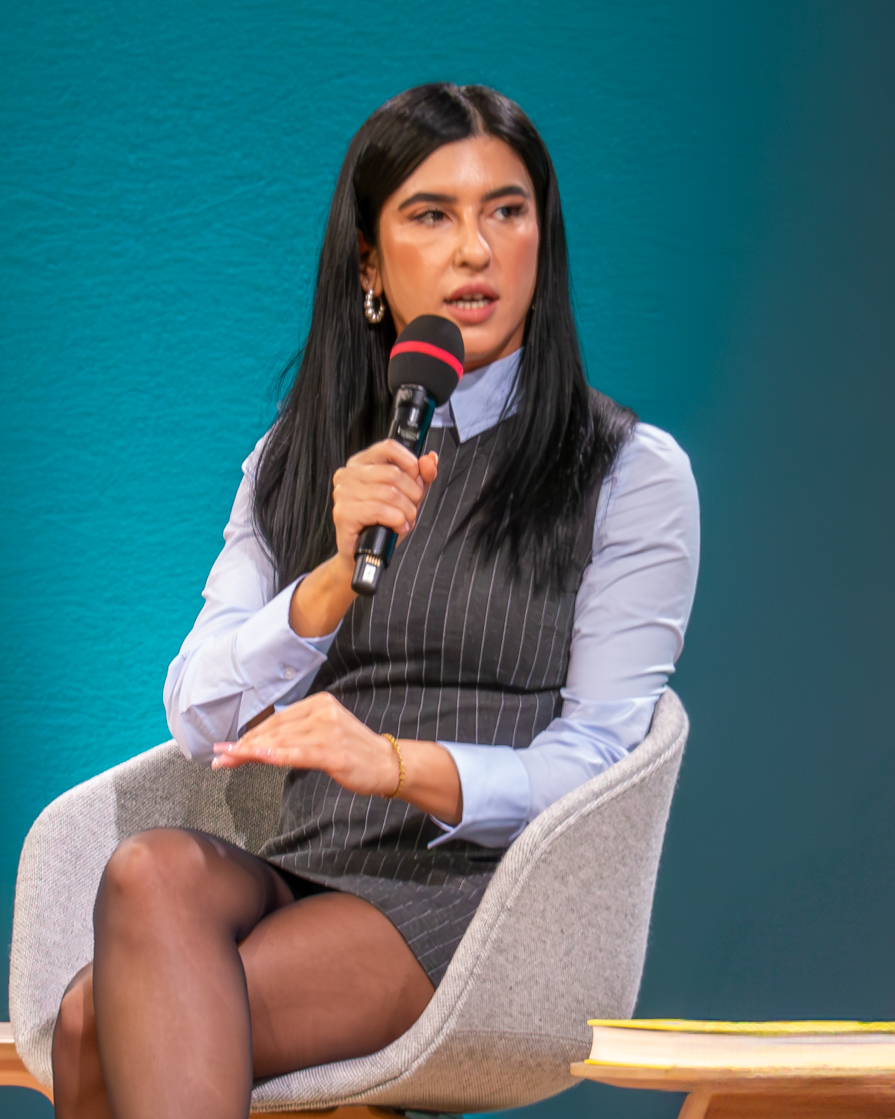
Cemile Sahin, 2024

Cemile Sahin (kurdisch Cemîla Şahîn) (geboren 1990 in Wiesbaden) ist eine kurdisch-alevitische Künstlerin.
Sahin arbeitet mit Bildern und Geschichten, die sie mittels Film, Fotografie, Skulptur, Collage und anderen Medien neu inszeniert. In ihrer Arbeit mit verschiedensten Medien setzt sie sich kritisch mit der Instrumentalisierung von Medien und der Bedeutung unterschiedlicher Perspektiven für die Geschichtsschreibung auseinander, zudem mit der Frage der Veränderung der Geschichte und ihrer Erzählung durch Konstruktion aus verschiedenen – oder sogar widersprüchlichen – Blickwinkeln.

## Leben und Wirken

### Familie, Flucht nach Deutschland und Leben in London
Sahins Familie überlebte den Dersim-Aufstand 1937/38 in Dêrsim. Ihre Mutter kam für die Geburt ihrer Tochter nach Deutschland, kehrte jedoch danach nach Dêrsim zurück, bevor die Familie einige Jahre später endgültig nach Deutschland floh und sich in Wiesbaden niederließ. Einige Jahre später zog die Familie nach London, wo Sahin ihr Abitur machte.

### Studium und Werdegang als Künstlerin
Als erste ihrer Familie wählte sie einen kreativen Beruf und studierte Bildende Kunst am Central Saint Martins College of Art und Design in London sowie bei Mark Lammert an der Universität der Künste Berlin, die sie 2018 abschloss.
2019 war sie Stipendiatin der Jungen Akademie an der Akademie der Künste  und wurde mit dem renommierten Ars-viva-Preis für Bildende Kunst (Ausgabe 2020) ausgezeichnet. Mit diesem sind neben einem Preisgeld von 5000 Euro Ausstellungen in der Galerie für Zeitgenössische Kunst Leipzig und im Kunstverein in Hamburg, eine Katalogveröffentlichung und eine Künstlerresidenz in Kanada verbunden. Die Preisvergabe erfolgt an Kulturschaffende, bei denen die Jury „richtungsweisendes künstlerisches Potenzial“ erkennt.
Cemile Sahin wird vertreten durch die Berliner Galerie Esther Schipper.

### Arbeit als Kolumnistin und Autorin
Für die taz betreute sie zusammen mit Ronya Othmann als Autorin die Kolumne Orient Express. Ihr Debütroman TAXI erschien 2019 und wurde von Julia Encke im Feuilleton der Frankfurter Allgemeinen als „eine Wucht“ und eines der beiden besten Romandebüts des Herbstes 2019 gelobt, das auf der Longlist des Buchpreises vermisst werde.
2020 erhielt Sahin für ihren Debütroman und ihre visuellen Arbeiten die Alfred Döblin-Medaille.
Ihr Roman Taxi wurde im April 2021 am Münchner Residenztheater erstmals als neunzehnteilige Podcast-Lesereihe aufgeführt.

Ihr zweites Buch „Alle Hunde sterben“ erschien 2020 im Aufbau Verlag und behandelt die Grausamkeiten des türkischen Militärs an der kurdischen Bevölkerung in der Türkei. Die Zeit schrieb dazu:
„Cemile Sahin verwendet Sprache wie eine Kamera, die Szenen umkreist, näher kommt, bis sie direkt draufhält: Jede Tür in diesem Buch kann sich jederzeit öffnen, und wer durch sie hereintritt, wird einem Gewalt antun oder, schlimmer noch, denen, die man liebt.“
Mit Kommando Ajax veröffentlichte Sahin 2024 einen weiteren Roman.

## Auszeichnungen
- 2019/2020: Berlin-Stipendium der Akademie der Künste Berlin[17]
- 2019: Ars-viva-Preis für Bildende Kunst für 2020[18]
- 2020: Alfred Döblin-Medaille.[15]
- 2021: Stiftung Kunstfonds[19]
- 2023: CIRCA-Preis 2023 (The Cultural Institute of Radical Contemporary Arts (CIRCA)) für ihren Film Four Ballads for my Father – Spring (2022)[20]
- 2025: Shortlist Preis der Leipziger Buchmesse für Kommando Ajax

## Werke (Auswahl)

### Videokunst
- CENTER SHIFT, fünf Videoepisoden (2018)
- car,road,mountain (2020)
- BAD PEOPLE, BAD NEWS, 3-Kanal-Video-Installation (2021)
- Road Runner (2021)

### Romane
- Taxi, Korbinian Verlag, Berlin 2019, ISBN 978-3-9821220-1-4.
- Alle Hunden sterben, Aufbau Verlag, Berlin 2020, ISBN 978-3-351-03827-4.
  - All Dogs Die, ins Englische von Ayça Türkoğlu, MTO Press, Essex 2024, ISBN 978-1-916913-04-2.
- Kommando Ajax, Aufbau Verlag Berlin 2024, ISBN 978-3-351-04207-3.

## Ausstellungen
- 2019: Galerie für Zeitgenössische Kunst, Leipzig[11]
- 2019: Tell me about yesterday tomorrow, NS-Dokumentationszentrum (München)[11]
- 2020/2021: AArtist in Residence, Auswärtiges Amt, Berlin[21]
- 2020: Kunstverein in Hamburg[11]
- 2020: Studio Berlin, Berghain[11]
- 2021: Arbeit am Gedächtnis, Akademie der Künste (Berlin)[22]
- 2023: Nassauischer Kunstverein (NKV) Wiesbaden